# Yes We Have No Mañanas (So Get Your Mañanas Today)
Yes We Have No Mañanas (So Get Your Mañanas Today) è il settimo album in studio del cantante britannico Kevin Ayers. Fu pubblicato in LP nel giugno del 1976.

## Tracce
Tutti i brani sono di Kevin Ayers, tranne dove indicato.

### Lato A
1. Star – 4:18
2. Mr Cool – 3:00
3. The Owl – 3:14
4. Love's Gonna Turn You Round – 4:52
5. Falling In Love Again – 2:35 (Reg Connelly/Friedrich Hollaender)

### Lato B
1. Help Me – 2:40
2. Ballad Of Mr Snake  – 2:02
3. Everyone Knows The Song – 2:33
4. Yes I Do  – 3:08
5. Blue – 6:26